# Drassodes auritus
Drassodes auritus är en spindelart som beskrevs av Schenkel 1963. Drassodes auritus ingår i släktet Drassodes och familjen plattbuksspindlar. Inga underarter finns listade i Catalogue of Life.